# Rony Lopes
Marcos Paulo Mesquita "Rony" Lopes, född 28 december 1995, är en portugisisk fotbollsspelare (offensiv mittfältare) som spelar för Braga.

## Klubbkarriär
Den 14 augusti 2019 värvades Lopes av Sevilla, där han skrev på ett femårskontrakt. Den 29 juli 2020 lånades Lopes ut till Nice på ett låneavtal över säsongen 2020/2021. I augusti 2021 lånades han ut till grekiska Olympiakos på ett säsongslån. Den 24 augusti 2022 lånades Lopes ut till Troyes på ett säsongslån.
Den 2 augusti 2023 värvades Lopes av Braga, där han skrev på ett treårskontrakt.

## Landslagskarriär
Den 14 november 2017 debuterade Lopes för Portugals landslag i en 1–1-match mot USA, där han blev inbytt i den 81:a minuten mot Gonçalo Guedes.